# Allotinus enganicus
Allotinus enganicus är en fjärilsart som beskrevs av Hans Fruhstorfer 1913. Allotinus enganicus ingår i släktet Allotinus och familjen juvelvingar. Inga underarter finns listade i Catalogue of Life.